# Gemeinschaftshauptschule Heinrich-Lersch
Die Gemeinschaftshauptschule Heinrich-Lersch (kurz: GHS Heinrich Lersch) ist eine Gemeinschaftshauptschule in Mönchengladbach. Benannt ist die Schule nach dem deutschen Arbeiterdichter Heinrich Lersch.

## Geschichte
Die Schule wurde 1989 gegründet.

## Standort und Architektur
Die Schule befindet sich in Mönchengladbach-Lürrip.

## Schulprofil
Für die Förderschwerpunkte emotionale und soziale Entwicklung, Lernen sowie Sprache ist an der Schule Gemeinsames Lernen eingerichtet. An der Schule wird Ganztagsunterricht erteilt.